# The Residents
 Der er for få eller ingen kildehenvisninger i denne artikel, hvilket er et problem. Du kan hjælpe ved at angive troværdige kilder til de påstande, som fremføres i artiklen.

The Residents er en avantgarde/eksperimentel musik- og visuel kunstgruppe. De startede i 1972 og udgav deres første plade det år, en dobbelt 45 RPM kaldet Santa Dog. De har udgivet næsten 60 albums, lavet en række musikalske film, designet 3 CD-ROM-projekter og haft 6 større verdenstournéer. De er stadig aktive og har udgivet et nyt CD-Internet projekt, 13. Juni 2006 med titlen "The River Of Crime" som efter sigende skulle være formet efter radio-dramaer fra 1940'erne. En ny fuld-længde CD ("Tweedles") blev udgivet 31. oktober 2006 under Mute Records label.
De er kendte for deres hemmelighedsfulde stil, simple kunst og brugen af ny teknologi. I offentligheden optræder de stumme og i kostumer, ofte ifført hjelme udformet som øjeæbler, høj hat og kjole og hvidt, hvilket er blevet anerkendt som deres signatur ikonografi.

## Hvem er The Residents?
Det er ikke kendt i offentligheden hvem der er med i The Residents. Der har været mistanke om, at det var medlemmerne af The Residents' manager-team "The Cryptic Corporation." Cryptic startede i 1976 med Jay Clem, Homer Flynn, Hardy Fox og John Kennedy, der dog alle har afvist påstanden. Clem og Kennedy forlod Cryptic i 1982.
The Residents giver heller ikke interviews personligt. Dog har Flynn og Hardy Fox enkelte gange udtalt sig til presesen.
Man kunne fristes til at tro, at grunden til at The Residents ikke vil have deres navne ud, er at de føler at kunstnere arbejder bedst uden påvirkning fra publikum, kun skal dømmes ud fra deres arbejde og at bandmedlemmernes køn, etniske baggrund, udskiftninger af medlemmerne, personligheder og daglige liv udenfor bandet skulle være irrelevant for lytterne.

## Diskografi

### Albums
- Meet the Residents – 1974
- The Third Reich 'n' Roll – 1976
- Fingerprince – 1976
- Duck Stab! – 1978
- Duck Stab/Buster & Glen – 1978
- Not Available – 1978
- The Residents Radio Special – 1979
- Eskimo – 1979
- Babyfingers – 1979
- The Commercial Album – 1980
- Mark of the Mole – 1981
- The Tunes of Two Cities – 1982
- Intermission: Extraneous Music from the Residents' Mole Show – 1983
- Title in Limbo – med Renaldo and the Loaf 1983
- The Mole Show Live at the Roxy – 1983
- Residue of the Residents – 1984
- George & James – 1984
- Whatever Happened to Vileness Fats? – 1984
- Assorted Secrets – 1984
- Census Taker – 1985
- The Big Bubble: Part Four of the Mole Trilogy – 1985
- Stars & Hank Forever: The American Composers Series – 1986
- The 13th Anniversary Show Live in the U.S.A. – 1986
- The Thirteenth Anniversary Show – 1987
- The Mole Show Live in Holland – 1987
- For Elsie – 1987
- Snakey Wake – 1987
- Buckaroo Blues – 1988
- Santa Dog 88 – 1988
- God in Three Persons – 1988
- Buckaroo Blues & Black Barry – 1989
- The King & Eye – 1989
- Liver Music – 1990
- Daydream B-Liver – 1991
- Freak Show – 1991
- Our Finest Flowers – 1992
- Cube E: Live in Holland – 1994
- Gingerbread Man – 1994
- Hunters – 1995
- Have a Bad Day – 1996
- Pollex Christi – 1997
- Live at the Fillmore – 1998
- Wormwood: Curious Stories from the Bible – 1998
- Refused – 1999
- Wormwood Live – 1999
- Dot Com – 2000
- Diskomo 2000 – 2000
- Roadworms: The Berlin Sessions – 2000
- Roosevelt 2.0 – 2000
- Icky Flix – 2001
- High Horses – 2001
- I Murdered Mommy – 2001
- Eat Exuding Oinks – 2002
- Demons Dance Alone – 2002
- Kettles of Fish on the Outskirts of Town – 2003
- WB: RMX – 2003
- The King & Eye: RMX (remixed af Paralyzer) – 2004
- 12 Days of Brumalia – 2004
- I Murdered Mommy – 2004
- Animal Lover – 2005
- The Way We Were (live CD/DVD) – 2005
- Cube E Box Set – 2006
- Tweedles – 2006

### Singler
- "Santa Dog" – 1972
- "Satisfaction" – 1976
- "The Beatles Play the Residents and the Residents Play the Beatles" – 1977
- "Santa Dog '78" – 1978
- "Diskomo" – 1980
- "The Commercial Single" – 1980
- "It's a Man's Man's Man's World" – 1984
- "Kaw-Liga" – 1986
- "Earth vs. the Flying Saucers" – 1986
- "It's a Man's Man's Man's World" (Australia) – 1986
- "Hit the Road Jack" – 1987
- "Double Shot" – 1988
- "Holy Kiss of Flesh" – 1988
- "From the Plains to Mexico" – 1989
- "Don't Be Cruel" – 1989
- "Blowoff" – 1992
- "Santa Dog '92" – 1992
- "I Hate Heaven" – 1998
- "In Between Screams" – 1999

### Opsamlinger
- Please Do Not Steal It! – 1979
- Nibbles – 1979
- Ralph Before '84: Volume 1, the Residents – 1984
- Memorial Hits – 1985
- The Pal TV LP – 1985
- Heaven? – 1986
- Hell! – 1986
- Stranger Than Supper" – 1990
- Poor Kaw-Liga's Pain – 1994
- Louisiana's Lick – 1995
- Our Tired, Our Poor, Our Huddled Masses – 1997
- Residue Deux – 1998
- 25 Years of Eyeball Excellence – 1998
- Land of Mystery – 1999
- Petting Zoo – 2002
- Kettles of Fish on the Outskirts of Town – 2002
- Best Left Unspoken...Vol. 1 – 2006

## Multimedia
- Vileness Fats (ufærdigt filmprojekt) – 1972 – 1976
- Freak Show (CD ROM) – 1991
- Gingerbread Man (CD ROM) – 1994
- Bad Day on the Midway (CD ROM) – 1995
- Icky Flix (DVD) – 2001
- Eskimo (DVD) – 2002
- Disfigured Night DVD (DVD) – 2002
- Demons Dance Alone (DVD) – 2003
- The Commercial Album DVD – 2004
- Wormwood DVD – 2005
- The Way We Were CD/DVD – 2005
- The River of Crime June 2006
- Timmy August 2006

## Tournéer og "one-off" shows
- The Boarding House – 18. oktober 1971
- Halloween '71 – 31. oktober 1971
- The Party of '72 – 19. oktober 1972
- Oh Mummy! Oh Daddy! Can't You See That It's True? What The Beatles Did to Me, I Love Lucy Did To You – 7. juni 1976
- The House – 1982
- The Mole Show (Tour; U.S., Europe) – 1982-1983
- The Eyeball Show / The 13th Anniversary Show (Tour; U.S., Europe, Japan, Australia, New Zealand) – 1985-1986
- The Snakey Wake – 24. august 1987
- The Boudisque 20th Anniversary Party – 18. november 1987
- TELE 5 - Off Beat Night – 15. marts 1988
- Lincoln Center / Alice Tully Hall – 21. august 1989
- Cube-E (Tour; U.S., Europe) – 1989-1990
- Ty's Freak Show – 17. november 1991
- The Adobe Show / Disfigured Night – 1997
- Popkomm Festival / Disfigured Night (3 Performances; Germany) – August 1997
- The Fillmore '97 – 31. oktober 1997
- The Fillmore '98 – 31. oktober 1998
- Wormwood (Tour; U.S., Europe) – 1998-1999
- Icky Flix (Tour; U.S., Europe, Russia) – 2000-2001
- Demons Dance Alone (Tour; U.S., Europe, Russia) – 2001-2003
- The Way We Were (5 Performances; Australia) – March 4-12th, 2005